# Југословенска републиканска странка
Југословенска републиканска странка је била политичка партија у Краљевини Југославији. Основана је као Републиканска демократска странка 21. јануара 1920. На конгресу 27. јануара 1921. РДС је променила име у Југословенска републиканска странка, која је у програм унела залагање за федеративно уређење тадашње Краљевине Срба, Хрвата и Словенаца (СХС). Шеф странке је био Љубомир Стојановић. На изборима за уставотворну скупштину (која је донела Видовдански устав), ЈДС је добила три посланика. Залагала се за републиканско уређење, опште и једнако право гласа, тајно и непосредно гласање, независност судова, укидање привилегија и монопола, равноправност мушкараца и жена, ограничено радно време, заштиту деце и жена на раду.